# Ма Юхуань (імператриця Мін)
Ма Юхуань (1332—1382) імператриця Мін, дружина засновника імперії Мін Юаньчжана I, виступала в ролі його політичного радника і секретаря, надаючи великий вплив під час свого правління.

## Сім'я

### Чоловік
| № | Портрет | рід        | ім'я                    | Роки життя | В шлюбі   |
| - | ------- | ---------- | ----------------------- | ---------- | --------- |
| 1 |         | Чжу 朱 Zhū | Юаньчжан 元璋 Yuánzhāng | 1328—1398  | 1352—1382 |

### Діти

#### Сини
| № | портрет | ім'я           | Роки життя                      |
| - | ------- | -------------- | ------------------------------- |
| 1 |         | Бяо 標 Biāo    | 10 жовтня 1355 — 17 травня 1392 |
| 2 |         | Шуан 樉 Shuang | 3 грудня 1356 — 9 квітня 1395   |
| 3 |         | Ган 棡 Gang    | 18 грудня 1358 — 22 квітня 1398 |
| 4 |         | Ді 棣 Dì       | 2 травня 1360 — 12 серпня 1424  |
| 5 |         | Су 橚 Su       | 8 жовтня 1361 — 2 вересня 1425  |

#### Дочки
| № | ім'я                | Роки життя                  |
| - | ------------------- | --------------------------- |
| 1 | Нінго 寧國 Níng'guó | 1364 — 7 вересня 1434       |
| 2 | Аньцін 安慶 Anqìng  | 1367 — після 23 грудня 1381 |